# Lonlay-le-Tesson
Lonlay-le-Tesson – miejscowość i gmina we Francji, w regionie Normandia, w departamencie Orne.
Według danych na rok 1990 gminę zamieszkiwało 220 osób, a gęstość zaludnienia wynosiła 18 osób/km² (wśród 1815 gmin Dolnej Normandii Lonlay-le-Tesson plasuje się na 668. miejscu pod względem liczby ludności, natomiast pod względem powierzchni na miejscu 374.).